# 波努爾卡河 (紹斯特卡河支流)
波努爾卡河（烏克蘭語：Понурка），是烏克蘭的河流，位於該國東北部，發源自多利納，流經蘇梅州，屬於紹斯特卡河的左支流，河口處在索比切韋以東。